# MTV Movie Awards 1994
MTV Movie Awards 1994 — ежегодная церемония вручения кинонаград канала MTV, которая прошла 4 июня 1994 года. Ведущим церемонии был Уилл Смит.

## Исполнители
- Bon Jovi — Good Guys Don’t Always Wear White
- Nate Dogg и Warren G — Regulate
- Тони Брэкстон — You Mean the World to Me
- Тоби Хас — Best Song from a Movie Medley
- Джон Мелленкамп и Meshell Ndegeocello — Wild Night

## Победители и номинанты
Победители написаны первыми и выделены жирным шрифтом.

### Лучший фильм
Угроза обществу
- Беглец
- Парк юрского периода
- Филадельфия
- Список Шиндлера

### Лучшая мужская роль
Том Хэнкс — «Филадельфия»
- Том Круз — «Фирма»
- Харрисон Форд — «Беглец»
- Вэл Килмер — «Тумстоун: Легенда Дикого Запада»
- Робин Уильямс — «Миссис Даутфайр»

### Лучшая женская роль
Джанет Джексон — «Поэтичная Джастис»
- Анджела Бассетт — «На что способна любовь»
- Деми Мур — «Непристойное предложение»
- Джулия Робертс — «Дело о пеликанах»
- Мег Райан — «Неспящие в Сиэтле»

### Самый желанный мужчина
Уильям Болдуин — «Щепка»
- Том Круз — «Фирма»
- Вэл Килмер — «Тумстоун: Легенда Дикого Запада»
- Жан-Клод Ван Дамм — «Трудная мишень»
- Дензел Вашингтон — «Дело о пеликанах»

### Самая желанная женщина
Джанет Джексон — «Поэтичная Джастис»
- Ким Бейсингер — «Побег»
- Деми Мур — «Непристойное предложение»
- Алисия Сильверстоун — «Увлечение»
- Шэрон Стоун — «Щепка»

### Лучший прорыв года
Алисия Сильверстоун — «Увлечение»
- Рэйф Файнс — «Список Шиндлера»
- Джейсон Скотт Ли — «Дракон: История жизни Брюса Ли»
- Росс Мэлингер — «Неспящие в Сиэтле»
- Джейсон Джеймс Рихтер — «Освободите Вилли»

### Лучший актёрский дуэт
Харрисон Форд и Томми Ли Джонс — «Беглец»
- Мэри Стюарт Мастерсон и Джонни Депп — «Бенни и Джун»
- Том Хэнкс и Дензел Вашингтон — «Филадельфия»
- Мег Райан и Том Хэнкс — «Неспящие в Сиэтле»
- Майк Майерс и Дана Карви — «Мир Уэйна 2»

### Лучший злодей
Алисия Сильверстоун — «Увлечение»
- Маколей Калкин — «Хороший сын»
- Джон Малкович — «На линии огня»
- Уэсли Снайпс — «Разрушитель»
- Тираннозавр — Парк юрского периода

### Лучшая комедийная роль
Робин Уильямс — «Миссис Даутфайр»
- Джим Керри — «Эйс Вентура: Розыск домашних животных»
- Джонни Депп — «Бенни и Джун»
- Вупи Голдберг — «Действуй, сестра 2»
- Поли Шор — «Зять»

### Лучшая песня
Майкл Джексон — Will You Be There (из фильма «Освободите Вилли»)
- Брайан Адамс, Род Стюарт и Стинг — All for Love (из фильма «Три мушкетёра»)
- UB40 — Can’t Help Falling in Love (из фильма «Щепка»)
- The Proclaimers — I’m Gonna Be (500 Miles) (из фильма «Бенни и Джун»)
- Брюс Спрингстин — Streets of Philadelphia (из фильма «Филадельфия»)
- Селин Дион — When I Fall in Love (из фильма «Неспящие в Сиэтле»)

### Лучший поцелуй
Деми Мур и Вуди Харрельсон — «Непристойное предложение»
- Патрисия Аркетт и Кристиан Слейтер — «Настоящая любовь»
- Ким Бейсингер и Дана Карви — «Мир Уэйна 2»
- Джейсон Джеймс Рихтер и Кейко — «Освободите Вилли»
- Вайнона Райдер и Итан Хоук — «Реальность кусается»

### Самый зрелищный эпизод
Беглец
- Скалолаз
- Трудная мишень
- Парк юрского периода
- Ромео истекает кровью

### Лучший новый режиссёр
Заиллян, СтивенСтивен Заиллян — «В поисках Бобби Фишера»

### Пожизненное достижение
Ричард Раундтри — «Шафт»

## Статистика
Фильмы, получившие наибольшее число номинаций.
| Фильм                                        | номинации |
| -------------------------------------------- | --------- |
| Филадельфия / Philadelphia                   | 4         |
| Беглец / The Fugitive                        | 4         |
| Неспящие в Сиэтле / Sleepless in Seattle     | 4         |
| Парк Юрского периода / Jurassic Park         | 3         |
| Непристойное предложение / Indecent Proposal | 3         |
| Увлечение / The Crush                        | 3         |
| Щепка / Sliver                               | 3         |
| Освободите Вилли / Free Willy                | 3         |
| Бенни и Джун / Benny & Joon                  | 3         |